# 1901年5月18日の日食

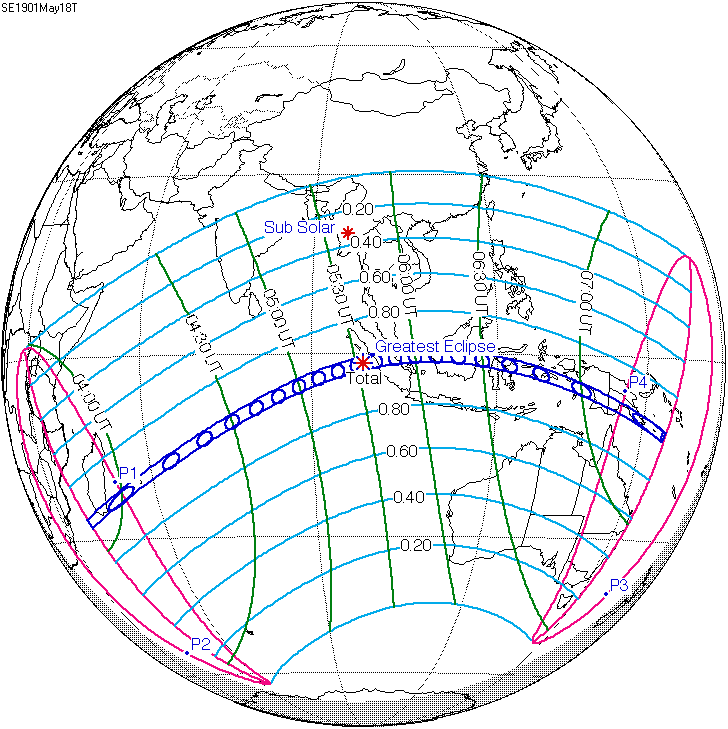

1901年5月18日の日食は、1901年5月18日に観測された日食である。フランス領マダガスカル、フランス領レユニオン、イギリス領モーリシャス、オランダ領東インド、イギリス領ニューギニア島で皆既日食が観測され、アフリカ南東部、アジア南東部、オーストラリア及び以上の地域の周辺の一部で部分日食が観測された。皆既日食の持続時間は6分28.7秒で、1886年8月29日から1919年5月29日までの間最も長い皆既日食である。

## 通過した地域
皆既帯が通過した、皆既日食が見えた地域はフランス領マダガスカル（現在のマダガスカルに属する部分）南部、フランス領レユニオン全部、イギリス領モーリシャス（現在のモーリシャス）の本島モーリシャス島全島、オランダ領東インド（現在のインドネシア）、イギリス領ニューギニア（現在のパプアニューギニア南部）（行政所在地、現在パプアニューギニアの首都ポートモレスビーを含む）で、全部島だった。
また、皆既日食が見えなくても、部分日食が見えた地域はアフリカ南東部、南アジアの南半分、中国南部、東南アジア、オーストラリア全国、ミクロネシア中西部、メラネシア中西部だった。

## 観測
イギリスの王立協会と王立天文学会の合同常任日食委員会はオランダ領東インドのスマトラ島の西海岸にあるパダンで皆既日食を観測した。5月18日、日が出た後最初はいい天気で、日食が始まって雲が集まり、皆既食の段階に入って太陽を覆う雲が厚くなり、切れ間から太陽が見えにくくなりつつあった。アメリカのリック天文台の観測隊もパダンで観測した。